# Лийла Мийчам
Лийла Мийчам (на английски: Leila Meacham) е американска писателка на бестселъри в жанра исторически любовен роман.

## Биография
Лийла Мийчам е родена на 7 септември 1938 г. в Минден, Луизиана, САЩ. Израства в Сан Антонио. Завършва Северния Тексаски университет с бакалавърска степен по изкуства.
Омъжва се за пилота от Военновъздушните сили на САЩ Артър Мийчам по време на войната във Виетнам. Работи като доброволка към армията. След войната става преподавател по английски в гимназията в Сан Антонио, където работи до пенсионирането си. Два пъти е избирана за Учител на годината.
В началото на 80-те започва да пише любовни романи. Първият ѝ роман „Ryan's Hand“ е публикуван през 1984 г. Публикува още два романа, които има по договор, но няма особен успех и прекъсва с писателската си кариера.
След пенсионирането си намира своя стар ръкопис за нов роман и отново се запалва по писането. Романът ѝ „Пепел от рози“ е публикуван през 2009 г. и е одобрен от читателите и критиката. През 2014 г. романът ѝ „Розите на Съмърсет“ попада в списъка на „Ню Йорк Таймс“.
Лийла Мийчам живее със семейството си в Сан Антонио.

## Произведения

### Самостоятелни романи
- Ryan's Hand (1984)
- Crowning Design (1984)
- Aly's House (1985)
- Roses (2009)
Пепел от рози, изд.: ИК „Бард“, София (2011), прев. Цветана Генчева
- Tumbleweeds (2012)
Тръни в пустошта, изд.: ИК „Бард“, София (2013), прев. Александра Главанакова
- Somerset (2014)
Розите на Съмърсет, изд.: ИК „Бард“, София (2013), прев. Цветана Генчева
- Titans (2016)